# 이동용
이동용은 대한민국의 배우이다.

## 출연작

### 영화
- 《열여덟, 어른이 되는 나이》 (2023년) - 장범철 역
- 《보이스》 (2021년) - 건설현장 인부 역
- 《기적》 (2021년) - 이장 역
- 《이웃사촌》 (2020년) - 계란남 1 역
- 《도굴》 (2020년) - 벽돌집 사장 역
- 《천문: 하늘에 묻는다》 (2019년) - 윤중부 역
- 《양자물리학》 (2019년) - 구청직원 역
- 《봉오동 전투》 (2019년) - 장군 역
- 《자전차왕 엄복동》 (2019년) - 관중 1 역
- 《극한직업》 (2019년) - 네일아트샵 마작남 1 역
- 《말모이》 (2019년) - 경상도 교사 역
- 《스윙키즈》 (2018년) - 암거래상 역
- 《동네사람들》 (2018년) - 고 선생 역
- 《명당》 (2018년) - 농민 1 역
- 《골든 슬럼버》 (2018년) - 동네취객 2 역
- 《염력》 (2018년) - 철거민 4 역
- 《멸공의 횃불》 (2017년, 단편) - 기사 역
- 《아이 캔 스피크》 (2017년) - 봉원시장 국수집 역
- 《대립군》 (2017년) - 피난민 6 역
- 《불한당: 나쁜 놈들의 세상》 (2017년) - 냉동창고 관리자 역
- 《특별시민》 (2017년) - 현장소장 역
- 《그래, 가족》 (2017년) - 타로 점쟁이 역
- 《스플릿》 (2016년) - 슈퍼 아저씨 역
- 《럭키》 (2016년) - 최동용 (최실장) 역
- 《나홀로 휴가》 (2016년) - 점촌취객 1 역
- 《터널》 (2016년) - 건설 관계자 B 역
- 《특별수사: 사형수의 편지》 (2016년) - 종구 역
- 《글로리데이》 (2016년) - 경찰 1 역
- 《로봇, 소리》 (2016년) - 왜소남 역
- 《불한당들》 (2015년) - 성태 역
- 《도리화가》 (2015년) - 한양 낙성연 구경꾼 역
- 《특종: 량첸살인기》 (2015년) - 중년남 역
- 《베테랑》 (2015년) - 광수대 형사 1 역
- 《암살》 (2015년) - 인력거 사무장 역
- 《약장수》 (2015년) - 대리운전 소장 역
- 《세계일주》 (2015년) - 택시기사 역
- 《기화》 (2015년) - 동용 역
- 《녀녀녀》 (2014년) - 원빈 역
- 《타짜: 신의 손》 (2014년) - 카센터 사장 역
- 《해무》 (2014년) - 불륜남 역
- 《군도: 민란의 시대》 (2014년) - 옥사 백성 3 역
- 《역린》 (2014년) - 전기수 역
- 《그녀가 부른다》 (2013년) - 모자남 역
- 《방독피》 (2013년) - 보좌관 3 역
- 《아부의 왕》 (2012년) - 의사 역
- 《마마》 (2011년) - 캬바레 남 역
- 《체포왕》 (2011년) - 고스톱 아저씨 역
- 《껍데기》 (2009년)
- 《전우치》 (2009년) - 은행직원 역
- 《인사동 스캔들》 (2009년) - 호진사 사람들 역
- 《작전》 (2009년) - 한 부장 역
- 《강철중: 공공의 적 1-1》 (2008년) - 과일가게 주인 역
- 《밀양》 (2007년) - 택시기사 역
- 《괴물》 (2006년) - 4번 돗자리 2 역
- 《새드 무비》 (2005년) - 일곱난장이 6 역
- 《그때 그사람들》 (2005년) - 취조실 형사 역
- 《살인의 추억》 (2003년) - 용의자 역
- 《동행》 (2002년) - 종희 역
- 《와이키키 브라더스》 (2001년) - 부산 건달 1 역

### 드라마
- 《소용없어 거짓말》 (2023년, tvN) - 부동산 사장 역
- 《이상한 변호사 우영우》 (2022년, ENA) - 행운국수 사장 역
- 《유별나! 문셰프》 (2020년, 채널A) - 황장단 역
- 《으라차차 와이키키 2》 (2019년, JTBC)
- 《특별근로감독관 조장풍》 (2019년, MBC)
- 《킬잇》 (2019년, OCN)
- 《드라마 스테이지 - 반야》 (2019년, tvN)
- 《일단 뜨겁게 청소하라》 (2018년, JTBC)
- 《미스터 션샤인》 (2018년, tvN) - 의병 지게꾼 역
- 《라이프 온 마스》 (2018년, OCN) - 김민석 의부 역
- 《이리와 안아줘》 (2018년, MBC)
- 《라이브》 (2018년, tvN) - 성폭행당한 자매의 술주정쟁이 아버지 역
- 《나의 아저씨》 (2018년, tvN) - 인력사무소 직원 역
- 《그냥 사랑하는 사이》 (2018년, JTBC)
- 《로봇이 아니야》 (2017년, MBC)
- 《언터처블》 (2017년, JTBC)
- 《변혁의 사랑》 (2017년, tvN)
- 《아르곤》 (2017년, tvN) - 노숙자 역
- 《비밀의 숲》 (2017년, tvN) - 택시운전사 역
- 《역적 : 백성을 훔친 도적》 (2017년, MBC)
- 《김과장》 (2017년, KBS2) - 공장장 역
- 《불어라 미풍아》 (2016년, MBC) - 양사장 역
- 《실종느와르 M》 (2015년, OCN) - 도하건설 자재창고 직원 역